# Alejandro Mayorga
Manuel Alejandro Mayorga Almaraz (Victoria de Durango, Durango, 29 de mayo de 1997) es un futbolista mexicano. Juega como lateral izquierdo y su actual equipo es el Futbol Club Juárez de la Primera División de México.

## Trayectoria

### Inicios
Sus inicios fueron con los Alacranes de Durango, para de ahí ser visoriado por Rúben Ayala, quien era agente del Pachuca, llevándolo a las fuerzas básicas, donde inclusive realizó pretemporada para el Apertura 2013 con el primer equipo, y en 2014 la gente rojiblanca le hizo la invitación a sus padres para que se probara en las fuerzas básicas del Rebaño. Jorge Arturo Mayorga y Georgina Almaráz, accedieron a la petición de Chivas, y realizó pruebas en Chivas San Rafael, donde inicialmente tenía la intención de ser delantero, así había jugado desde niño pero debido a que había muchos elementos en esa posición optó por ser lateral izquierdo, donde se ha consolidado y ha tenido desde entonces llamados a las categorías inferiores de la selección mexicana. Se ha desempeñado en todas las categorías desde Carta División, Tercera División, Sub-17, Segunda División y Sub-20.

### Club Deportivo Guadalajara

#### Liga MX
El 5 de agosto de 2017; Alejandro Mayorga debutó en la  Liga MX saliendo al minuto 45' por Michelle Benítez en el empate 2-2 ante el Club Necaxa.

#### Copa MX
El 9 de agosto del 2017; Alejandro Mayorga debutó en Copa MX, usando el número 88, jugando los 90' minutos en la victoria 1-0 ante F.C. Juárez.

#### Liga de Campeones de la Concacaf
El 28 de febrero de 2018, Alejandro Mayorga debutó en la vuelta de los octavos de final de la Liga de Campeones de la Concacaf con gol al minuto 77 jugando los 90' minutos en la victoria 5-0 ante el Cibao FC de República Dominicana.

### Club Necaxa
El 6 de junio de 2018 se oficializa su traspaso al Club Necaxa en calidad de préstamo por un año sin opción de compra. Hace su debut con los rayos en la jornada 4, el 10 de agosto de 2018, en la derrota 2-1 ante el Monarcas Morelia.

### Club Deportivo Guadalajara (segunda etapa)
El 28 de diciembre de 2018, se oficializa su regreso al Club Deportivo Guadalajara por petición del técnico José Saturnino Cardozo, convirtiéndose en el séptimo refuerzo de cara al Clausura 2019.

### Club Universidad Nacional
El 12 de diciembre de 2019, Pumas hace oficial el fichaje de Mayorga al cuadro universitario, convirtiéndose en el segundo refuerzo de cara al Clausura 2020, en calidad de Préstamo por 1 año con opción a compra. Debuta con el cuadro universitario el 12 de enero de 2020 en la victoria de 2-1 ante el Pachuca.
Se volvió titular de la lateral por izquierda y referente con los universitarios, gracias a sus actuaciones donde incluso Gerardo Martino, lo mandó a visoriar para futuras convocatorias de la Selección Mexicana. Obtuvo el subcampeonato con el Club Universidad Nacional al perder la final del torneo Guardianes 2020 contra el club León. La directiva del equipo de la UNAM pensaba hacer válida la opción de compra. Pero el Guadalajara no aceptó la misma y pidió su regreso al término del 2020.

### Club Deportivo Guadalajara (tercera etapa)
El 30 de diciembre de 2020, Chivas hace oficial el regreso de Mayorga por petición de Víctor Manuel Vucetich, convirtiéndose en el segundo refuerzo de cara al Clausura 2021.

### Club Deportivo Cruz Azul
El 4 de enero de 2022, Cruz Azul Fútbol Club hace oficial el fichaje de Mayorga en calidad de préstamo con opción a compra, convirtiéndose en el tercer refuerzo de cara al torneo Clausura 2022, debutando al minuto 66 en la victoria de Cruz Azul sobre Fútbol Club Juárez.

### Club Deportivo Guadalajara (cuarta etapa)
El 14 de noviembre de 2022, concluye el préstamo con Cruz Azul Fútbol Club y Chivas hace oficial el regreso de Mayorga de cara al Clausura 2023.

## Selección nacional

### Sub-20

#### Campeonato Sub-20
El 9 de febrero del 2017; Mayorga fue incluido en la lista final de los 20 futbolistas que disputaran el Campeonato Sub-20 2017 con sede en Costa Rica.
Debutó el 1 de marzo del 2017 en el Campeonato Sub-20 2017 jugando los 90' minutos en la victoria 6-1 ante El Salvador.

#### Copa Mundial Sub-20
El 3 de junio del 2017; Mayorga fue incluido en la lista definitiva de los 21 jugadores qué jugaron el Mundial Sub-20 2017, con sede en Corea del Sur.
Debutó el 20 de mayo de 2017 en el Mundial Sub-20 2017 jugando los 90' minutos en la victoria 3-2 ante Vanuatu.

#### Partidos internacionalesSub-20
| #  | Fecha               | Estadio                                              | Selección | Rtdo. | Oponente    | Competición            | Sust. |
| -- | ------------------- | ---------------------------------------------------- | --------- | ----- | ----------- | ---------------------- | ----- |
| 1. | 1 de marzo del 2017 | Estadio Nacional de Costa Rica, San José, Costa Rica | México    | 6-1   | El Salvador | Campeonato Sub-20 2017 | 90'   |
| 2. | 20 de mayo del 2017 | Estadio de Daejeon, Daejeon, Corea del Sur           | México    | 3-2   | Vanuatu     | Mundial Sub-20 2017    | 90'   |
| 3. | 23 de mayo del 2017 | Estadio de Daejeon, Daejeon, Corea del Sur           | México    | 0-0   | Alemania    | Mundial Sub-20 2017    | 90'   |
| 4. | 20 de mayo del 2017 | Estadio Mundialista de Suwon, Suwon, Corea del Sur   | México    | 0-1   | Venezuela   | Mundial Sub-20 2017    | 90'   |
| 5. | 1 de junio del 2017 | Incheon, Incheon, Corea del Sur                      | México    | 1-0   | Senegal     | Mundial Sub-20 2017    | 90'   |
| 6. | 5 de junio del 2017 | Cheonan, Cheonan, Corea del Sur                      | México    | 0-1   | Inglaterra  | Mundial Sub-20 2017    | 90    |

| Selección | País   | PJ | G | Año         |
| --------- | ------ | -- | - | ----------- |
| Sub-20    | México | 6  | 0 | 2017 - 2018 |

### Selección mayor

#### Copa Oro
El 7 de junio de 2017; Alejandro Mayorga fue incluido en la lista preliminar de 40 futbolistas del cual Juan Carlos Osorio debe reducir a 23 jugadores que irán a disputar la Copa Oro 2017 realizada en los Estados Unidos.
Sorpresivamente el 28 de junio del 2017; Alejandro Mayorga fue incluido en la lista final de 23 jugadores que disputaron la Copa Oro 2017 realizada en los Estados Unidos.

### Participaciones en selección nacional
| Copa                                | Categoría                           | Sede                                | Resultado                           | Partidos | Goles |
| ----------------------------------- | ----------------------------------- | ----------------------------------- | ----------------------------------- | -------- | ----- |
| Campeonato Sub-20 de 2017           | Sub-20                              | Costa Rica                          | Tercer Lugar                        | 1        | 0     |
| Mundial Sub-20 de 2017              | Sub-20                              | Corea del Sur                       | Cuartos de final                    | 5        | 0     |
| Copa Oro 2017                       | Absoluta                            | Estados Unidos                      | Tercer Lugar                        | 0        | 0     |
| Total parcial en selección nacional | Total parcial en selección nacional | Total parcial en selección nacional | Total parcial en selección nacional | 6        | 0     |

### Estadísticas
| Club | Div           | Temporada     | Liga nacionales(1) | Liga nacionales(1) | Liga nacionales(1) | Copas nacionales(2) | Copas nacionales(2) | Copas nacionales(2) | Torneos internacionales(3) | Torneos internacionales(3) | Torneos internacionales(3) | Total | Total | Total  | Media goleadora |  |
| Club | Div           | Temporada     | Part.              | Goles              | Asist.             | Part.               | Goles               | Asist.              | Part.                      | Goles                      | Asist.                     | Part. | Goles | Asist. | Media goleadora |  |
| --- | ------------- | ------------- | ------------------ | ------------------ | ------------------ | ------------------- | ------------------- | ------------------- | -------------------------- | -------------------------- | -------------------------- | ----- | ----- | ------ | --------------- |  |
| C. D. Guadalajara México | 1.ª           | A-2017        | 1                  | 0                  | 0                  | 4                   | 0                   | 1                   | 0                          | 0                          | 0                          | 5     | 0     | 1      | 0,0             |  |
| C. D. Guadalajara México | 1.ª           | C-2018        | 3                  | 0                  | 0                  | 0                   | 0                   | 0                   | 3                          | 1                          | 0                          | 6     | 1     | 0      | 0,16            |  |
| C. D. Guadalajara México | Total club    | Total club    | 4                  | 0                  | 0                  | 4                   | 0                   | 1                   | 3                          | 1                          | 0                          | 11    | 1     | 1      | 0,09            |  |
| C. Necaxa México | 1.ª           | A-2018        | 11                 | 0                  | 1                  | 3                   | 0                   | 0                   | -                          | -                          | -                          | 14    | 0     | 1      | 0,00            |  |
| C. Necaxa México | 1.ª           | 2023-24       | 2                  | 0                  | 0                  | -                   | -                   | -                   | -                          | -                          | -                          | 2     | 0     | 0      |                 |  |
| C. Necaxa México | Total club    | Total club    | 13                 | 0                  | 1                  | 3                   | 0                   | 0                   | 0                          | 0                          | 0                          | 16    | 0     | 1      | 0,00            |  |
| C. D. Guadalajara México | 1.ª           | C-2019        | 3                  | 0                  | 0                  | 4                   | 0                   | 0                   | -                          | -                          | -                          | 7     | 0     | 0      | 0,00            |  |
| C. D. Guadalajara México | 1.ª           | A-2019        | 4                  | 0                  | 0                  | 2                   | 1                   | 1                   | -                          | -                          | -                          | 6     | 1     | 1      | 0,16            |  |
| C. D. Guadalajara México | Total club    | Total club    | 7                  | 0                  | 0                  | 6                   | 1                   | 1                   | 0                          | 0                          | 0                          | 13    | 1     | 1      | 0,07            |  |
| C. Universidad Nacional México | 1.ª           | C-2020        | 10                 | 0                  | 2                  | 2                   | 1                   | 0                   | -                          | -                          | -                          | 12    | 1     | 2      | 0,14            |  |
| C. Universidad Nacional México | 1.ª           | A-2020        | 19                 | 1                  | 1                  | -                   | -                   | -                   | -                          | -                          | -                          | 19    | 1     | 1      |                 |  |
| C. Universidad Nacional México | Total club    | Total club    | 29                 | 1                  | 3                  | 2                   | 1                   | 0                   | 0                          | 0                          | 0                          | 31    | 2     | 3      | 0,14            |  |
| C. D. Guadalajara México | 1.ª           | C-2021        | 10                 | 2                  | 0                  | -                   | -                   | -                   | -                          | -                          | -                          | 10    | 2     | 0      |                 |  |
| C. D. Guadalajara México | 1.ª           | A-2021        | 14                 | 2                  | 0                  | -                   | -                   | -                   | -                          | -                          | -                          | 14    | 2     | 0      |                 |  |
| C. D. Guadalajara México | 1.ª           | 2023          | 16                 | 1                  | -                  | -                   | -                   | -                   | -                          | -                          | -                          | 16    | 1     | 0      |                 |  |
| C. D. Guadalajara México | Total club    | Total club    | 40                 | 5                  | 0                  | 0                   | 0                   | 0                   | 0                          | 0                          | 0                          | 40    | 5     | 0      |                 |  |
| Cruz Azul México | 1.ª           | 2022          | 19                 | 1                  | 0                  | -                   | -                   | -                   | 3                          | 0                          | 0                          | 19    | 1     | 0      |                 |  |
| Cruz Azul México | Total club    | Total club    | 19                 | 1                  | 0                  | 0                   | 0                   | 0                   | 3                          | 0                          | 0                          | 19    | 1     | 0      |                 |  |
| Total carrera | Total carrera | Total carrera | 112                | 7                  | 5                  | 15                  | 2                   | 2                   | 6                          | 1                          | 0                          | 103   | 8     | 7      | 0,06            |  |
| (1)Incluye datos de la Primera División de México (2)Incluye datos de la Copa México (3)Incluye datos de la Liga de Campeones de la Concacaf |               |               |                    |                    |                    |                     |                     |                     |                            |                            |                            |       |       |        |                 |  |

## Palmarés

#### Campeonatos nacionales
| Título                  | Club      | Sede           | Año  |
| ----------------------- | --------- | -------------- | ---- |
| Supercopa MX            | Necaxa    | Estados Unidos | 2018 |
| Supercopa de la Liga MX | Cruz Azul | México         | 2022 |

#### Campeonatos internacionales
| Título            | Club        | Sede   | Año  |
| ----------------- | ----------- | ------ | ---- |
| Liga de Campeones | Guadalajara | México | 2018 |

### Distinciones individuales
| Distinción                                                                  | Año  |
| --------------------------------------------------------------------------- | ---- |
| Incluido en el Once Ideal de la Jornada 3 del Apertura 2017 de la Copa MX.  | 2017 |
| Incluido en el Once Ideal de la Jornada 13 del Clausura 2018 de la Liga MX. | 2018 |
| Incluido en el Once Ideal de la Liga de Campeones de la Concacaf 2018.      | 2018 |